# Коммунистическая партия Чехословакии
Коммунисти́ческая па́ртия Чехослова́кии (КПЧ; чеш. и словац. Komunistická strana Československa, KSČ) — коммунистическая партия в Чехословацкой Республике, правящая партия в стране в 1948—1989 годах.

## История

### 1921—1938
Партия была создана 14—16 мая 1921 года на учредительном съезде в Праге как Чехословацкая социал-демократическая партия (левая) в результате объединения чешских, венгерских, словацких и закарпатско-украинских (Международная социалистическая партия Подкарпатской Руси и «Марксистская левая Словакии и Закарпатской Украины») коммунистических групп и организаций. Организационной базой вновь созданной партии стало левое большинство Чехословацкой социал-демократической партии. На съезде было принято решение о вступлении партии в Коминтерн.
На проходившем 30 октября — 4 ноября 1921 года Объединительном съезде в состав партии вошли действовавшие в Чехословакии немецкие и польские коммунистические организации, а также был принят устав партии. Важную роль в создании КПЧ сыграли Б. Шмераль, А. Запотоцкий, К. Крейбих.
Вскоре после создания партия организовала ряд выступлений в Праге, Братиславе, Моравска-Остраве и ряде других городов под лозунгами защиты прав трудящихся. В её состав влились несколько мелких левосоциалистических партий, например, Независимая социалистическая рабочая партия, основанная бывшими анархистами, изгнанными из Чехословацкой социалистической партии.
В 1920-х гг. в условиях снижения активности революционных выступлений в Европе в рядах партии активно проявили себя правооппортунистические тенденции, представителями которого были Бетислав Гула и Ярослав Гандлирж. В результате успешной борьбы против них левого крыла партии на II съезде КПЧ (1924) был принят новый устав партии, в основе которого лежал принцип демократического централизма. В избранном съездом Центральном Комитете КПЧ большинство имели представители левого крыла, опиравшиеся на решения 5-го конгресса Коминтерна.
На выборах 1925 года КПЧ заняла второе место с почти 13 % голосов.
Исключение из партии сторонников Л. Д. Троцкого и Левой оппозиции (таких, как Алоис Нейрат) было закреплено на V съезде КПЧ (1929), в результате которого к руководству партией пришла группа, возглавляемая Клементом Готвальдом. Исключённое троцкистское крыло создало группу Коммунистическая партия Чехословакии (ленинисты).
С момента своего основания Коммунистическая партия Чехословакии привлекала значительное количество видных деятелей культуры (Ярослав Гашек, Эгон Эрвин Киш, Зденек Неедлы, Карел Тейге, Витезслав Незвал, Юлиус Фучик, Константин Библ, Франтишек Галас, Владимир Голан, Иржи Вейль, Бедржих Вацлавек, Вилем Завада). В 1929 году группа чешских интеллектуалов-коммунистов (Иван Ольбрахт, Владислав Ванчура, Ярослав Сейферт, Мария Майерова, Станислав Костка Нейман, Хелена Малирова, Йозеф Гора) выступила с «Манифестом семи» — протестом против утверждённой на V съезде Компартии Чехословакии партийной линии, требовавшей беспрекословного следования распоряжениям Москвы.
В начале 1930-х в условиях мирового экономического кризиса КПЧ активно участвовала в руководстве рядом крупных выступлений рабочих — таких, как Мостецкая забастовка 1932 года. КПЧ оставалась одной из крупнейших секций Коминтерна и партий Чехословакии, опираясь преимущественно на чешский индустриальный пролетариат и закарпатское неимущее крестьянство.
Зимой 1933—1934 года правительство Чехословакии приняло закон об усилении охраны государства, в результате были запрещены издания коммунистической партии, затруднена деятельность коммунистических и рабочих организаций, часть активистов компартии была вынуждена перейти на нелегальное положение.
На VII съезде КПЧ (1936) главной задачей партии была названа борьба против фашизма, защита демократии и республики от гитлеровской агрессии, укрепление союза Чехословакии и СССР, заложенного в 1935 году советско-чехословацким договором о взаимной помощи. Была выдвинута программа создания единого Народного фронта.
КПЧ была единственной политической партией в Чехословакии, выступавшей против соглашения правительства Чехословакии с результатами Мюнхенского соглашения 1938.
В 1938 году КПЧ активно участвовала в организации широкого патриотического движения в стране. В ответ на это, 21 октября 1938 года власти Чехословакии запретили деятельность КПЧ, а 27 декабря 1938 года объявили о её роспуске, после чего партия продолжала деятельность в подполье; часть коммунистов эмигрировала из страны. Оставшиеся в Чехословакии коммунисты участвовали в протестах против немецкого экспансионизма, однако после подписания пакта Молотова — Риббентропа Коминтерн призвал партию прекратить их.

### 1938—1945
После оккупации немецко-фашистскими войсками большей части Чехии и создания марионеточного Словацкого государства руководство коммунистической партии Чехии было возложено на секретариат КПЧ (Я. Шверма и Б. Кёлер), который находился сначала в Париже, а с 1940 года — в Лондоне. Партийные организации словацких областей в марте 1939 года организационно оформились в Коммунистическую партию Словакии (Ю. Дюриш, Я. Осога, Л. Бенада), местные организации были преобразованы в ячейки численностью 3-5 человек. Координацию деятельности подпольных ЦК КПЧ и ЦК КПС осуществляло зарубежное руководство компартии Чехословакии, находившееся в эмиграции в Москве.
Весной 1939 года были арестованы руководители и известные активисты партии, не успевшие эмигрировать из страны или перейти на нелегальное положение (Иван Секанина, Павел Прокоп, Йожка Ябуркова, Антонин Запотоцкий, Доланский и др.).
Единственное легальное издание партии — еженедельник «Мир в иллюстрациях» — был закрыт, но ещё некоторое время антифашистские материалы удавалось публиковать в других изданиях.
В течение 1939 года деятельность компартии была ограниченной; она выступала в поддержку экономических требований чешского населения (участвовала в акциях протеста против увольнений рабочих, против роста цен, против арестов, c требованиями о повышении зарплаты).
В период с начала 1940 года до весны 1941 года в результате облав в Чехии было арестовано 4300 коммунистов, в Словакии — 700 коммунистов, что стало серьёзным ударом для партии.
КПЧ активно участвовала в антифашистском движении Сопротивления на территории Чехословакии.
В 1940 году при участии коммунистов были организованы забастовки рабочих в Мурани, Липтовска-Осаде и Гандлове.
29 июня 1941 года руководство коммунистической партии Чехословакии призвало население Чехословакии активизировать борьбу против немецких оккупантов. В результате:
- усилилась организационная и пропагандистская работа[9];
- летом-осенью 1941 года были организованы большая забастовка на Вальтеровском авиационном заводе, а также забастовки на заводах Ринггофена, Колбен-Данека, Шкода, Находской текстильной фабрике, мотозаводе в Градце-Кралове, шахтах в Святоневицах, Нучицах, Раховнике, на Кладненских шахтах, на строительстве в Витковицах[9];
- в начале августа 1941 года был создан новый ЦК КПС (Я. Осога, О. Крайняк, И. Лиетавец), поскольку прежний состав ЦК был уничтожен противником. Началось издание газеты «Руде право», листовок[10];
- в сентябре 1941 года был создан Центральный национально-революционный комитет Чехословакии, в состав которого вошли коммунисты, социал-демократы, а также беспартийные профсоюзные и общественно-политические деятели. Началось создание национально-революционных комитетов — подпольных организаций, координирующих деятельность отдельных антифашистских групп. Было принято решение о создании вооружённых отрядов революционной гвардии, однако массовые аресты в октябре 1941 года, в ходе которых были арестованы 10 277 коммунистов, нанесли серьёзный удар по КПЧ[11];
- в январе 1942 года был начат выпуск нескольких нелегальных изданий: журнала «Табор», еженедельной газеты «Чешские новины», ежемесячного сатирического журнала «Трнавечек» («Маленькая колючка»); позднее был начат выпуск издания для женщин «Чешска жена» и издания «Вперёд!»[12]
- в сентябре 1942 года подпольные группы компартии Чехословакии начали создание первых партизанских отрядов в районах городов Горовиче, Добжищ, Пшибрам и Рожмиталь[9].
- весной 1943 года был уничтожен противником четвёртый состав ЦК КПС.
- в декабре 1943 года руководство коммунистической партии Чехословакии и ряда буржуазных подпольных организаций заключили соглашение о совместной деятельности, в результате был создан Словацкий национальный совет[13].
- в середине марта 1944 года руководство коммунистической партии Чехословакии и несколько антифашистских организаций в словацкой армии заключили соглашение о координации деятельности[13].
- с весны 1944 года коммунисты Чехословакии начали подготовку к национальному восстанию[9].
- коммунисты приняли активное участие в руководстве Словацким национальным восстанием, которое началось в августе 1944 года (из 8 членов Словацкого национального совета, осуществлявшего руководство восстанием, четверо были коммунистами: К. Шмидке, Г. Гусак, Л. Новомеский, Д. Эртль[14]);
- в апреле 1945 года коммунисты вошли в состав коалиционного правительства Чехословакии[1].
- в мае 1945 года коммунисты во главе с профсоюзным активистом Йозефом Смрковским приняли активное участие в майском народном восстании.

Также КПЧ активно участвовала в создании чехословацких воинских частей под командованием Л. Свободы на территории СССР.
За годы войны партия потеряла 25 тысяч коммунистов (в том числе три состава Центрального комитета партии — 13 членов ЦК КПЧ), среди которых были Я. Шверма, Ю. Фучик, Я. Зика, Э. Урке.
В последние годы[уточнить] войны КПЧ предложила выселить из страны всех немцев и венгров (за исключением антифашистов) — «как наказание за злодеяния против демократии, республики и человечности».

### 1945—1968
В 1945 году стала одной из четырёх партий в составе Национального фронта Чехословакии и приняла участие в формировании 4 апреля 1945 года правительства Национального фронта. На прошедшем в 1946 VIII съезде КПЧ был взят курс на углубление национально-демократической революции и её перерастание в социалистическую. На состоявшихся в мае 1946 г. выборах в Учредительное национальное собрание и местные национальные комитеты КПЧ получила относительное большинство голосов в Чехии (43,25 %) и второе место по числу голосов в Словакии (30,47 %), после чего правительство Национального фронта возглавил председатель КПЧ К. Готвальд. До 1947 года КПЧ придерживалась концепции «чешского пути к социализму», но затем отказалась от него под давлением из Москвы.
В феврале 1948 года в результате Февральских событий (в историографии ЧССР — «Победный февраль», чеш. Vítězní únor) стала правящей партией. В стране была провозглашена диктатура пролетариата в форме народной демократии. Пост президента занял лидер КПЧ Клемент Готвальд. После конституционной реформы тем же летом в Чехословакии был провозглашёно строительство социализма (с 1960 года страна официально стала называться Чехословацкой социалистической республикой — ЧССР) при главенствующей роли Национального фронта под руководством КПЧ.
В июне 1948 года на совместной конференции КПЧ и Социал-демократической партии её участниками было принято решение об объединении обеих партий на принципах марксизма-ленинизма и на организационной базе КПЧ. В сентябре 1948 года КПЧ и КПС приняли решение об организационном объединении (при этом КПС становилась территориальной организацией КПЧ).
Период с конца 1940-х по начало 1950-х был отмечен всплеском антикоммунистического сопротивления (Чёрный лев 777, Белый легион (Словакия), "Гостинские горы") и ужесточением репрессивной политики. Резко возросла политическая роль МВД, возглавляемого ближайшим сподвижником Готвальда Вацлавом Носеком и Службы госбезопасности (StB). Государственная информационная политика контролировалась другим ближайшим сподвижником Готвальда Вацлавом Копецким.
Среди казнённых по политическим обвинениям были и недавние участники антинацистского сопротивления, из которых наиболее известна Милада Горакова. Преследованиям подвергались не только противники режима, но и многие коммунисты, включая функционеров госбезопасности (например, 25-летний срок заключения получил Й. Павел). Словацкие коммунисты, включая Г. Гусака, К. Шмидке, Л. Новомеского, были репрессированы сталинистским руководством КПЧ по обвинению в «буржуазном национализме». А в 1952 году в результате «процесса Сланского» по обвинению в «троцкистско-сионистско-титовском заговоре» были казнены генеральный секретарь ЦК КПЧ Рудольф Сланский, ветеран Гражданской войны в Испании, и ещё 10 высокопоставленных партийных и государственных деятелей, включая партийного секретаря Брно Отто Шлинга и замминистра национальной безопасности Карела Шваба. Состоялась также серия «процессов второго уровня», в частности, «процесс региональных секретарей», на котором была приговорена к пожизненному заключению вдова Яна Швермы Мария Швермова.
На X съезде КПЧ (1954) был утверждён новый устав КПЧ. В июле 1960 года Общегосударственная конференция КПЧ провозгласила «победу в Чехословакии социалистических производственных отношений».

### 1968—1969
Десталинизация в Чехословакии проходила медленно, нарастали кризисные явления, и к 1968 году в результате переоценки степени развития социалистических отношений, субъективистских методов в экономике и нарушений законности в КПЧ появились тенденции к пересмотру курса партии.
На январском (1968 года) пленуме ЦК КПЧ Антонин Новотный был освобождён с поста первого секретаря ЦК КПЧ. Вновь избранное реформаторское руководство КПЧ во главе с первым секретарём ЦК Александром Дубчеком взяло курс на демократизацию и создание модели «социализма с человеческим лицом». Однако попытка построения в Чехословакии демократического социализма, известная как «Пражская весна», была расценена советским руководством как отдаление ЧССР от других социалистических стран и пресечена вооружённой интервенцией сил Организации Варшавского договора в августе 1968 года.
После начала оккупации по инициативе Пражского городского комитета КПЧ на территории завода в Высочанах (район Праги) прошли подпольные заседания XIV съезда КПЧ, призвавшего все коммунистические и рабочие партии мира осудить советское вторжение.
Итоги «Пражской весны» (кроме федерализации Чехословакии) были свёрнуты в ходе наступившего процесса так называемой «нормализации». На апрельском (1969 года) пленуме ЦК КПЧ из партии были исключены руководители реформаторского крыла партии — Александр Дубчек, Олдржих Черник, Франтишек Кригель, Йозеф Смрковский и другие. При этом высшее руководство партией и страной перешло не к крайним сторонникам «жёсткой линии», поддержавшим военное вмешательство ОВД письменным запросом (Василь Биляк, Алоис Индра, Драгомир Кольдер, Антонин Капек, Олдржих Швестка), хотя они заметно укрепили свои позиции - а к «прагматикам» во главе с новым первым секретарём ЦК Густавом Гусаком и премьер-министром Любомиром Штроугалом. В то же время на всех уровнях партаппарата возобладали представители консервативно-сталинистского крыла, типа первого секретаря Северо-Моравской парторганизации Мирослава Мамулы.

### 1969—1989
Консервативный курс «нормализации» вызывал массовое недовольство в стране. Правящая КПЧ после 1968 года воспринималась как «иностранная агентура». Положение чехословацких властей особенно осложнилось на фоне Перестройки в СССР, которая ставила под сомнение фундаментальные политико-идеологические установки. Партийное руководство вынужденно шло на политические манёвры.
17 декабря 1987 было произведено разделение высшей партийной и государственной власти. Генеральным секретарём ЦК КПЧ стал Милош Якеш, президентский пост сохранил Густав Гусак. Но партия категорически отрицала саму идею каких-либо серьёзных преобразований.
В партийном руководстве сложилась группа, ориентированная на Перестройку. Лидеры этой группы, прежде всего Любомир Штроугал и Ладислав Адамец, намеревались сместить консервативных руководителей — Якеша, Гусака, Индру, Шалговича, Штепана — и провести некоторые реформы при сохранении основ власти КПЧ. На той же позиции стоял заместитель министра внутренних дел и руководитель СГБ (StB) Алоиз Лоренц.
На пленуме ЦК 9-10 апреля 1988 года было принято решение о невозможности пребывания на посту генерального секретаря или 1-го секретаря ЦК компартии Словакии более двух выборных сроков подряд, 1=х секретарей обкомов и райкомов — более трёх; а также недопущении совмещения одним лицом нескольких руководящих постов.
На пленуме 11 октября 1988 года были отстранены от должностей и своих постов сторонники реформ премьер-министр ЧССР Л. Штроугал и премьер-министр Словакии П. Цолотка (одновременно введены новые 5 членов политбюро). В декабре 1988 был снят со всех постов лидер ортодоксально-консервативных сил Василь Биляк.
1989 год отмечен крушением коммунистических режимов в соседних с Чехословакией странах: в Польше (сентябрь), Венгрии (октябрь), ГДР (ноябрь). 17 ноября 1989 года в Праге состоялось большое студенческое шествие, приуроченное к годовщине похорон Яна Оплетала, убитого немецкими оккупантами в 1939 году. На пути к Вацлавской площади студентов разогнала полиция, хотя они демонстративно показывали «пустые руки» как символ отказа от насилия (важную роль сыграла провокационная спецоперация StB, проведённая по приказу Лоренца). Кто-то из раненых студентов, спасаясь от полицейских, ворвался в здание «Театра на верёвке» и прямо во время спектакля объявил о случившемся. На следующий день все театры Праги начали бессрочную забастовку.
К демонстрантам присоединились рабочие во главе с кузнецом Петром Миллером. Протесты переросли в Бархатную революцию. Власти полностью утратили контроль над событиями. Государственные силовые структуры выходили из повиновения КПЧ, партийная милиция не решалась применить силу. 24 ноября подал в отставку Милош Якеш, 25 ноября — президиум ЦК КПЧ в полном составе. 26 ноября новым генеральным секретарём был избран Карел Урбанек, в обновлённом Президиуме появилось 7 новых членов, в секретариате — 2. Новые руководители Карел Урбанек и Василь Могорита попытались удержаться, обещая вернуться к курсу Пражской весны. Однако массовое движение уже требовало отстранить КПЧ от власти. 29 ноября Федеральное собрание единогласно проголосовало за отмену статьи конституции о руководящей роли КПЧ.
10 декабря президент страны Г. Гусак ушёл в отставку. 29 декабря новым президентом Чехословакии был избран диссидент Вацлав Гавел (причём коммунистические депутаты парламента поддержали его кандидатуру). Явочным порядком осуществилась департизация государственной системы. Правящий режим КПЧ перестал существовать.

### После 1989
После Бархатной революции в 1989 году КПЧ лишилась власти. На пленуме в феврале 1990 года было объявлено о созыве учредительного съезда коммунистической партии Чехии и Моравии (КПЧМ) 31 марта 1990 года. Одновременно были обсуждены выводы комиссии по оценке политической ответственности за кризисное положение в партии и обществе. На основе этих выводов из партии был исключён 21 видный деятель КПЧ (в том числе Л. Штроугал, А. Индра, А. Капек, Й. Ленарт; ранее, пленумом 7 декабря 1989 года были исключены бывший генеральный секретарь ЦК КПЧ Милоуш Якеш и глава пражского горкома Мирослав Штепан, а внеочередным съездом КПЧ 21 декабря — многолетний «человек № 2 в партии» Василь Биляк). Особо была рассмотрена мера ответственности Г. Гусака. «Несмотря на его несомненные заслуги, но учитывая его комплексную ответственность за политическое развитие, особенно в последние 10 лет», пленум исключил его из рядов КПЧ.
Партия прекратила существование вместе с федеративной Чехословакией в 1992 году.
По закону о коммунистическом режиме (1993) была признана властями Чешской республики преступной организацией.
В настоящее время существуют КПЧМ и Коммунистическая партия Словакии; первая играет заметную роль на политической сцене Чехии. В 1995 году ортодоксальными группами «восстановлена» Партия чехословацких коммунистов (впоследствии вновь КПЧ), но эта организация не имеет значительного влияния.

## Организационная структура
КПЧ состояла из краевых организаций (Krajská organizace), краевые организации из окружных организаций (Okresní organizace), окружные организации из первичных организаций (Základní organizace, ZO).
Высший орган — съезд (Sjezd), между съездами — центральный комитет (Ústřední výbor), исполнительные органы — Президиум Центрального комитета (Předsednictvo ústředního výboru) и Секретариат Центрального комитета (sekretariát ústředního výboru), высшее должностное лицо — генеральный секретарь центрального комитета (generální tajemník ústředního výboru) (до 1971 года — первый секретарь центрального комитета (první tajemník ústředního výboru), до 1953 года — председатель (předseda)), высший ревизионный орган — Центральная контрольно-ревизионная комиссия (Ústřední kontrolní a revizní komise).
Краевые организации
Краевые организации соответствовали краям.
Высший орган краевой организации — краевая конференция (krajské konference), между краевыми конференциями — краевой комитет (krajský výbor), исполнительный орган краевой организации — президиум краевого комитета (předsednictvo krajského výboru), высшее должностное лицо краевой организации — первый секретарь краевого комитета (vedoucí tajemník krajského výboru), ревизионный орган краевой организации — краевая контрольно-ревизионная комиссия (Krajské kontrolní a revizní komise).
Окружные организации
Окружные организации соответствовали статуарным городам или округам.
Высший орган окружной организации — окружная конференция (okresní konference), между окружными конференциями — окружной комитет (okresní výbor), исполнительный орган окружной организации — президиум окружного комитета (předsednictvo okresního výboru), высшее должностное лицо окружной организации — первый секретарь окружного комитета (vedoucí tajemník okresního výboru), ревизионный орган окружной организации — окружная контрольно-ревизионная комиссия (okresní kontrolní a revizní komise).
Районные организации
Районные организации соответствовали районам (частям статуарных городов). Созданы после 1948 года.
Высший орган районной организации — районная конференция (obvodní konference), между районными конференциями — районный комитет (obvodní výbor), исполнительный орган районной организации — президиум районного комитета (předsednictvo obvodního výboru), высшее должностное лицо районной организации — первый секретарь районного комитета (vedoucí tajemník obvodního výboru), ревизионный орган районной организации — районная контрольно-ревизионная комиссия (obvodní kontrolní a revizní komise).
Местные организации
Местные организации соответствовали городам и общинам. Могли создаваться по инициативе первичных организаций.
Высший орган местной организации — местная конференция (místní konference), между местными конференциями — местный комитет (místní výbor).
Первичные организации
Первичные организации соответствовали предприятиям.
Высший орган первичной организации — общее собрание (Členská schůze), между общими собраниями — заводской комитет (celozávodní výbory).
Крупные первичные организации могли делиться на цеховые организации (podnikové organizace). Высший орган первичной организации — общее собрание, между общими собраниями — цеховой комитет (podnikovy výbor).
Боевая организация
С 1948 по 1989 год КПЧ располагала партийными вооружёнными формированиями, численность которых временами достигала 150 тысяч человек. «Народная милиция» оснащалась не только стрелковым оружием, но и тяжёлым вооружением. Деятельность «Народной милиции» не предусматривалась государственными законами, регулировалась партийным уставом и внутренним регламентом. Структура подчинялась только партийному руководству, главнокомандующим являлся высший руководитель КПЧ.

## Лидеры Компартии
Генеральные секретари ЦК КПЧ:
- Богумил Илек (1921—1922);
- Антонин Запотоцкий (1922—1925);
- Богумил Илек (1925—1929);
- Клемент Готвальд (февраль 1929—1945);
- Рудольф Сланский (1945—1951).

Первые секретари ЦК КПЧ:
- Антонин Новотный (сентябрь 1953 — январь1968);
- Александр Дубчек (январь 1968 — август 1969);
- Густав Гусак (август 1969—1971).

Генеральные секретари ЦК КПЧ:
- Густав Гусак (1971 — декабрь 1987);
- Милош Якеш (декабрь 1987 — 24 ноября 1989);
- Карел Урбанек (25 ноября—20 декабря 1989).

Первый секретарь ЦК КПЧ:
- Василь Могорита (декабрь 1989—1990).

Председатели ЦК КПЧ:
- Вацлав Штурц (1921—1922);
- Алоис Муна (1923—1924);
- Йосеф Хакен (1925—1927);
- Клемент Готвальд (1945—1953);
- Ладислав Адамец (1989—1990).

## Съезды партии
- Организационный — 14–16 мая 1921
- Объединительный — 30 октября–2 ноября 1921
- 1й — 2–5 февраля 1923
- 2й — 1924
- 3й — 1925
- 4й — 1927
- 5й — 1929
- 6й — 1931
- 7й — 1936
- 8й — 28–31 марта 1946
- 9й — 25–29 мая 1949
- 10й — 11–15 июня 1954
- 11й — 18–21 июня 1958
- 12й — 4–8 декабря 1962
- 13й — 31 мая–4 июня 1966
- Внеочередной (Высочанский) — 22 августа 1968
- 14й — 25–29 мая 1971
- 15й — 12–16 апреля 1976
- 16й — 6–10 апреля 1981
- 17й — 24–28 марта 1986
- Внеочередной — 20–21 декабря 1989
- 18й — 3–4 ноября 1990